# Тагмизян, Никогос Киракосович
Никого́с Кирако́сович Тагмизя́н (арм. Նիկողոս Թահմիզյան) (9 мая 1926 года, Афины — 30 августа 2011, Пасадина, Калифорния) — советский и армянский музыковед и историк, доктор искусствоведения (1980), академик. Специалист в области истории армянской музыки. Ученик профессора X. С. Кушнарёва, заслуженный деятель искусств Армянской ССР (1984).

## Творческая биография
Никогос Тагмизян родился 9 мая 1926 года в столице Греции, городе Афины. Начальное музыкальное образование получил в Институте Мелконян (Melkonian Educational Institute) в Никосии (Кипр). Вскоре его семья репатриировалась в советскую Армению, где он продолжил своё образование в музыкальном училище имени Романа Меликяна. Окончив училище с 1947 по 1956 год Тагмизян являлся артистом оркестра (валторна) Армянского театра оперы и балета, затем редактором на Армянском радио. 

В 1956 году он окончил историко-теоретический факультет Ереванской консерватории, в 1959 — аспирантуру при Ленинградской консерватории под рук. X. С. Кушнарёва. Начиная с 1960 года Тагмизян являлся научным, а с 1963 старшим, научным сотрудником НИИ Древних рукописей «Матенадаран», в котором он в 1987 году получил звание профессор. В своих работах Никогос Тагмизян основное внимание уделяет истории развития армянской музыкальной культуры. Я является автором многочисленных музыковедческих очерков и статей.
В 1990 году эмигрировал в США (гражданство с 1995), жил и скончался в Пасадине (штат Калифорния).
Награждён медалью «За трудовую доблесть» (22.08.1986).

## Музыковедческие труды
На армянском языке
- О мелодиях армянских песен Саят-Новы // Известия АН АрмССР, общ. науки, 1963, № 10
- Сборник Комитаса «Ряд народных песен Акна» в свете исторической критики // Вестник общественных наук АН АрмССР, 1969, № 11
- Комитас и вопросы изучения армянского духовного песнетворчества // Комитасакан. Вып. 1. Ер., 1969
- Критический обзор истории древней и средневековой армянской музыки // Вестник общественных наук АН АрмССР, 1970, № 10, 1971, № 1, 5, 9
- Опыт расшифровки простейших хазовых (невменных) записей // Историко-филологический журнал АН АрмССР, 1971, № 2
- Погласицы системы древнеармянского восьмигласия // Эчмиадзин, 1972, № 2, 3, 4
- Барсех Тчон и расцвет профессионального песнетворчества в Армении в VII веке // Вестник Ереванского университета, 1973, № 1
- Нерсес Шнорели (XII в.) как музыкант и композитор. Ер., 1973
- Учение об остове гармонии в Армении в V—XV веках // Армянское искусство. Вып. 1. Ер., 1974
- Музыкальная эстетика древней Армении // Межвузовский сборник научных трудов. Ер., 1977, № 3
- Искусство хазового письма в его историческом развитии // Вестник Матенадарана. Т. 12. Ер., 1977
- Ованес Саркаваг Имастасер и армянская средневековая музыкальная культура // Базмавеп, Венеция, 1978, № 3-4
- Место и значение музыки в системе профессиональных искусств армянского средневековья (V—XV вв.) // [Доклад]. II Международный симпозиум по армянскому искусству. Ер., 1978
- Материалы для сравнительного изучения армянского и русского духовного музыкального искусства средневековья // Вестник Матенадарана. Т. 13. Ер., 1980
- Макар Екмалян: Жизнь и творчество. Ер., 1981
- Воскепорик: Жемчужины армянского напева / Сост. и ред. Ер., 1982
- Принцип ритмического деления в средневековой армянской музыке и новоармянской системе нотописи // Вестник Ереванского университета, 1984, № 1
- Расшифровка хазовых записей первого разряда средней сложности // Вестник Матенадарана. Т. 14. Ер., 1984
- Григор Нарекаци (X в.) и армянская музыка V—XV вв. Ер., 1985
- Армянская монодическая музыка и творчество Арама Хачатуряна в новом критическом свете // Межвузовский тематический сборник научных трудов. Искусствоведение. Ер., 1985
- О Гандзаранном разделе армянского восьмигласия // Вестник Матенадарана. Т. 15. Ер., 1986

На русском языке
- Тамбурист Арутин. Руководство по Восточной музыке / Перевод с турецкого, предисловие и комментарии. Ер., 1968
- Давид Непобедимый (V—VI вв.) и армянская музыка // Советская музыка, 1968, № 8
- Сто лет первой армянской опере («Аршак II» Т. Чухаджяна // Театр, 1968, № 5
- Из литературного наследия Комитаса // Советская музыка, 1969, № 10
- Комитас и таги Григора Нарекаци // Музыкальная жизнь, 1969, № 19
- Теория музыки в древней Армении. Ер., 1977
- Об изучении методов импровизации в профессиональном музыкальном искусстве устной традиции Востока // «Макомы, мугамы и современное композиторское творчество. Межреспубликанская научно-теоретич. конференция. Ташкент. 10-14 июня. 1975». Ташкент, 1978
- Обзор данных о музыкальной культуре эллинистической Армении. Проблемы античной истории и культуры // Доклады XIV международной конференции античников социалистических стран «Эйрене». Т. 2. Ер., 1979
- Армяно-византийские музыкальные связи в эпоху раннего средневековья // Кавказ и Византия. Вып. 1. Ер., 1979
- Роль Анании Ширакаци в развитии музыкально-акустической теории на Востоке // Музыка народов Азии и Африки. Вып. 3. М., 1980
- Система типовых попевок в музыке Ближнего Востока (первая половина XVIII в.) // Профессиональная музыка устной традиции народов Ближнего, Среднего Востока и современность. Ташкент, 1981
- Музыка в древней и средневековой Армении. Ер., 1982
- Ованес Ерзанкаци Плуз (XIII в.) и вопросы теории средневековой армянской музыки // Традиции и современность. Вопросы армянской музыки. Вып. 1. Ер., 1986
- Давтак Кертог — видный поэт-мелодист раннесредневековой Армении // Давтак Кертог. Ер., 1986
- Музыкальная культура Армении и её связи с Востоком // Музыка народов Азии и Африки. Вып. 5. М., 1987
- Александр Шавердян и армянское историческое музыкознание // А. Шавердян. *Комитас и армянская музыкальная культура. 2-е изд. М., 1987
- Об армяно-персидско-таджикских музыкальных взаимосвязях в древности // Борбад, эпоха и традиции культуры. Душанбе, «Дониш» — 1989.

На иностранных языках
- Monodische Denkmäler Alt-Armeniens, Beiträge zur Musikwissenschaft. Berlin, 1970, Heft 1
- Les anciens manuscrits musicaus arméniens et les questions relatives á leur déchiffrement, Revues des Études Arméniennes (N.S.). Paris, 1970. T. 7
- Związki muzyki ormianskiej i bizantyjskiej we wczesnym średniowieczu. «Muzyka». Polska Akademia Nauk (Instytut Sztuki). Warszawa, 1977, № 1
- Essays on Armenian Music, London, 1978
- De L’unité de la parole poe’tique et de la musique dans le Tropologion (Saraknoc') Arménien. «Revues des Études Arméniennes» (N.S.). Paris, 1983. T. 17
- The state od musical science in the Spviet Asian republies. «Music in the Lite of Man», Asia and Oceania (Proscedings of the Asian Music Symposium), Tokyo, July 5-8. 1985
- Gusan Art in Historic Armenia. — Journal of the Society for Armenian Studies, 2000
- The life and work of Dikran Tchouhadjian. — Los Angeles: Drazark Press, 2001